# Alfred Bray Kempe
Sir Alfred Bray Kempe (6. července 1849, Kensington, Londýn - 21. dubna 1922, Londýn) byl matematik zabývající se rovinnými mechanismy pro kreslení přímek a křivek a byl znám svými pracemi o problému čtyř barev.

## Životopis
Kempe byl synem rektora anglikánského kostela Sv. Jakuba v ulici Piccadilly, reverenda Johna Edwarda Kempeho. Studoval na St Paul's School v Londýně a poté studoval na Trinity College v Cambridge, kde byl jedním z jeho učitelů Arthur Cayley. V roce 1872 získal bakalářský titul. I přes jeho zájem o matematiku pracoval jako advokát se specializací na církevní právo. V roce 1913 byl povýšen do šlechtického stavu, téhož roku se stal kancléřem londýnské diecéze. Byl také kancléřem diecézí Newcastle, Southwell, St Albans, Peterborough, Chichester a Chelmsford. Získal čestný titul Doktor kanonického práva na Durhamské universitě.
V roce 1876 publikoval článek On a General Method of describing Plane Curves of the n-th degree by Linkwork, v němž ukázal, že pro libovolnou algebraickou rovinnou křivku lze sestrojit mechanismus, která křivku vykreslí. Tato přímá souvislost mezi vazbami a algebraickými křivkami byla nedávno pojmenována jako Kempeho univerzální věta , podle níž lze libovolnou ohraničenou podmnožinu (část) algebraické křivky vykreslit pohybem jednoho z kloubů ve vhodně zvoleném rovinném mechanismu. Kempeho důkaz byl chybný a první úplný důkaz byl podán v roce 2002 na základě jeho myšlenek.

Sylvester – Kempeův inverzor nakreslí přímku.

V roce 1877 Kempe objevil nový rovinný kloubový mechanismus pro kreslení přímky zvaný Quadruplanarní inverzor pojmenovaný také Sylvester – Kempeův Inversor a publikoval přednášky na toto téma. V roce 1879 zveřejnil Kempe svůj slavný „důkaz“ problému čtyř barev. Tento důkaz matematik Percy Heawood v roce 1890 vyvrátil jako nesprávný. Mnohem později jeho práce vedla k základním konceptům, jako je např. Kempeho řetězec. Kempe také objevil to, čemu se dnes říká multimnožiny, ačkoli toto téma bylo rozpracováno až dlouho po jeho smrti.
Kempe byl v roce 1881 zvolen členem Královské společnosti. Zastával pozici pokladníka a viceprezidenta Královské společnosti v letech 1899–1919. V letech 1892 až 1894 byl prezidentem Londýnské matematické společnosti. Mezi jeho záliby patřilo také horolezectví a alpinismus, provozovaný většinou ve Švýcarsku .
Byl dvakrát ženatý. Měl dva syny a jednu dceru.